# Ólafur Darri Ólafsson
En aquest nom islandès, el darrer nom és un patronímic, no pas un cognom. La manera de referir-se a aquesta persona és pel nom de pila.
Ólafur Darri Ólafsson (nascut el 13 de març de 1973) és un actor, guionista i productor islandès conegut per l'aparició en diferents pel·lícules i sèries de televisió com Ófærð (Trapped), XL i Börn.
Va néixer a l'estat nord-americà de Connecticut, però els seus pares van tornar a Islàndia quan tenia quatre anys.

## Carrera
Es va graduar a l'Escola d'Art Dramàtic d'Islàndia el 1998. Des de la graduació va treballar en diverses produccions del Teatre Nacional d'Islàndia i del Teatre de Reykjavik, també en diferents grups de teatre independent i és un dels fundadors del Teatre Vesturport de Reykjavik

## Premis i nominacions
- Edda Award al millor actor secundari per Börn (2006, nominació)
- Edda Award al millor guió per Börn (2006, guanyador)
- Nordic Council Film Prize per Börn (2007, nominació)
- Edda Award al millor film per Parents (2007, guanyador)
- Edda Award al millor actor secundari per Fangavaktin (2010, nominació)
- Edda Award al millor guió per Undercurrent (2011, nominació)
- Edda Award al millor acto per Stormland (2011, guanyador)
- Edda Award al millor actor per Djúpið (The Deep) (2013, guanyador)
- Karlovy Vary International Film Festival al millor actor per XL (2013, guanyador)[4]
- Edda Award al millor actor per XL (2014, nominació)

## Filmografia

### Cinema
- 1997: Perlur of svin : Bjartmar
- 2000: Fiasco : Gulli
- 2000: 101 Reykjavík : Marri
- 2005: Beowulf & Grendel : Unferð
- 2006: Thicker than Water : Börkur
- 2006: Börn : Marino
- 2007: Parents : Marino
- 2008: White Night Wedding : Sjonni
- 2008: Sveitabrúðkaup : Egill
- 2008: Reykjavík-Rotterdam : Elvar
- 2009: Epic Fail : Palli
- 2010: King's Road : Ray
- 2010: Undercurrent : Saevar
- 2011: Stormland : Böddi
- 2012: Contreband : Olaf
- 2012: Djúpið (The Deep) : Gulli
- 2013: XL : Leifur Sigurdarson
- 2013: The Secret Life of Walter Mitty : el pilot de l'helicòpter.
- 2014: A Walk Among The Tombstones : Jonas Loogan
- 2015: The Last Witch Hunter de Breck Eisner: Belial
- 2016: The BFG de Steven Spielberg
- 2018: The Vanishing: Boor

### Televisió
- 2003: Virus au paradis : l'ornitòleg.
- 2007: Skaup
- 2009: 1066 : Gyrd (1 episodi)
- 2009: Fangavaktin : Lothfilinn (7 episodis)
- 2014: Line of Sight : Edgar
- 2014: How and Why : Bill Senior
- 2014: Banshee Origins : Jonah Lambrecht (1 episodi)
- 2014: Banshee : Jonah Lambrecht (2 episodis)
- 2014: True Detective: Dewall (1 episodi)
- 2016: Ófærð (Trapped) : Andri, cap de la policia local.